# Васьки (Рамешковский район)
Васьки — деревня в Рамешковском районе Тверской области.

## География
Находится в восточной части Тверской области на расстоянии приблизительно 36 км на восток-юго-восток по прямой от районного центра поселка Рамешки на правобережье реки Медведица.

## История
В1859 году деревня принадлежала помещику А. К. Корвин-Литвицкому, в ней (тогда Василева или Васькова) было 9 дворов, в 1887 — 18. В советское время работали колхозы им. Молотова, «Красная Заря» и им. Ворошилова. К 2001 году постоянно проживающих не было, 4 дома принадлежали наследникам и дачникам. До 2021 входила в сельское поселение Ильгощи Рамешковского района до их упразднения.

## Население
Численность населения: 80 человек (1859 год), 104 (1887), 0 (1989), 0 как в 2002 году, так и в 2010.